# لجنة كمال الأجسام الوطنية
| منظمة كمال أجسام          | منظمة كمال أجسام                                     | منظمة كمال أجسام |
| ------------------------- | ---------------------------------------------------- | ---------------- |
| لجنة كمال الأجسام الوطنية |                                                      |                  |
| معلومات عامة              |                                                      |                  |
| الاسم المختصر             | NPC                                                  |                  |
| تأسيس                     | 1982، بيتسبرغ، بنسيلفانيا، الولايات المتحدة          |                  |
| بيانات تفصيلية            |                                                      |                  |
| المنظمة الأم              | الاتحاد الدولي لكمال الأجسام واللياقة البدنية (IFBB) |                  |
| الرئيس                    | زززز                                                 |                  |
| المقر                     | بيتسبرغ، بنسيلفانيا، الولايات المتحدة                |                  |
| المنافسات                 |                                                      |                  |
| المنافسات                 | بطولة بطولة                                          |                  |
| أقوى منافسة               | بطولة                                                |                  |

لجنة كمال الأجسام الوطنية (بالإنجليزية: National Physique Committee)‏ هي أكبر منظمة كمال أجسام للهواة في الولايات المتحدة الأمريكية وهي العضو الممثل عنها في الاتحاد الدولي لكمال الأجسام واللياقة البدنية (IFBB).

## روابط خارجية
- http://www.npcnewsonline.com/